# Stan wstrzymania

Symbol stanu uśpienia wg standardu IEEE 1621

Stan wstrzymania (uśpienie) – jeden ze sposobów oszczędzania energii elektrycznej podczas przerw w użytkowaniu komputera.
Podczas „uśpienia” komputer pozostawia wszystkie informacje w pamięci RAM, po czym wyłącza część urządzeń m.in. monitor, dyski twarde oraz zmienia tryb pracy procesora. Efektem jest kilkukrotne zmniejszenie poboru prądu. Jednocześnie komputer cały czas jest gotowy do dalszej pracy, umożliwiając szybki dostęp do uruchomionych aplikacji i otwartych plików.
Stan wstrzymania to jeden z przydatnych sposobów zaoszczędzania cennej energii w przypadku komputerów przenośnych, kiedy potrzebny jest szybki dostęp do danych, znajdujących się na komputerze. Często, systemy operacyjne takich komputerów konfiguruje się tak, aby podczas pracy na akumulatorach, automatycznie przechodziły w stan wstrzymania po kilku minutach braku aktywności użytkownika.